# 木津武士
木津 武士（きづ たけし、1988年7月15日 - ）は、日本のラグビー選手。

## プロフィール
- 大阪府東大阪市出身。
- 身長183cm、体重115kg
- 日本代表通算キャップ数は44。
- ポジションはフッカー(HO)。
- ニックネームはたけし。

## 来歴
小学校・中学校時代は相撲に打ち込んでいた。中学校2年生の時にラグビー部の顧問に誘われ、助っ人としてラグビー部に入部し、近畿中学校総合体育大会ラグビーフットボールの部で優勝した。その後、東海大学付属仰星高等学校に入学。東海大仰星高校時代は第86回全国高等学校ラグビーフットボール大会で優勝を経験。その後東海大学に進み、3年の時に、第46回全国大学選手権で準優勝、4年時となる第47回の同大会でもベスト4をそれぞれ経験。なお東海大学時代の同級生にはリーチマイケル、三上正貴、森川海斗らがいる。
2009年11月21日、リポビタンDチャレンジ2009第2戦の対カナダ戦で、日本代表における初キャップを獲得した。
2011年、神戸製鋼にプロ契約で加入。同年11月13日に行われたジャパンラグビートップリーグ第3節の宗像サニックスブルース戦に途中出場で公式戦初出場を果たす。 2015年、ラグビーワールドカップ2015の日本代表に選出された。また同年12月にはスーパーラグビーの日本チームサンウルブズの2016年スコッドに入った。
2018年、日野レッドドルフィンズに加入。
2023年3月31日、5年所属した日野レッドドルフィンズからの退団を発表した。
2023年8月1日、自身のSNSで現役引退を発表した。
2024年3月、トップイーストリーグAグループに所属しているAZ-COM丸和MOMOTARO'Sにプレイングコーチとして加入、現役復帰することが発表された。